# Presidents Day
Le Presidents' Day (Jour des présidents), est le nom que les Américains donnent à un jour férié fédéral en l'honneur des différents présidents des États-Unis, officiellement désigné sous le nom de Washington's Birthday. Célébré le troisième lundi de février, pour tomber entre les anniversaires d'Abraham Lincoln (12 février) et de George Washington (22 février), cette fête n’est cependant pas suivie partout et n'a pas la même signification dans chacun des États Unis.
| 2020  | 2021  | 2022  | 2023  | 2024  | 2025  | 2026  | 2027  | 2028  | 2029  | 2030  |
| ----- | ----- | ----- | ----- | ----- | ----- | ----- | ----- | ----- | ----- | ----- |
| 17/02 | 15/02 | 21/02 | 20/02 | 19/02 | 17/02 | 16/02 | 15/02 | 21/02 | 19/02 | 18/02 |

## Histoire
La fête fédérale honorant George Washington est créée par une loi du Congrès de 1879 pour les fonctionnaires fédéraux employés à Washington. En 1885, elle est étendue à tous les fonctionnaires fédéraux. Elle est célébrée le 22 février jusqu'en 1970 inclusivement. En 1968, une loi du Congrès, entrée en vigueur le 1er janvier 1971, fixe la fête le troisième lundi du mois de février.